# Catai
Catai ou Cataio é um nome alternativo para a China, originário da palavra quitai (契丹, Qìdān), nome de um povo nomádico que fundou a dinastia Liao, que dominou a maior parte do norte da China de 907 a 1125, e que teve um Estado próprio (o Canato Caraquitai) centrado em torno do território correspondente ao atual Quirguistão, por mais um século.
Originalmente "Catai" ou "Cataio" foi o nome empregado por europeus e asiáticos ocidentais e centrais para o norte da China, ou seja a China propriamente dita onde começou a civilização chinesa e estão a etnia han. O termo difundiu-se rapidamente na Europa depois da publicação do livro de Marco Polo que  se referia ao sul da China como Manji.

## História
Uma forma do nome Cathai foi atestada num documento uigur maniqueu de cerca do ano 1000. O nome rapidamente se tornou igualmente conhecido na Ásia Central islâmica; quando, em 1026, a corte gasnévida (em Gásni, no atual Afeganistão), foi visitada por enviados do soberano Liao, ele foi descrito como um Cata Cã (Qatā Ḫan) isto é, o soberano de Cata; Cata ou Quita (Qitā) também aparece nos escritos de Albiruni e Abuçaíde Gardizi nas décadas seguintes. O acadêmico e administrador persa Nizã Almulque (1018–1092) menciona Quita e China em seu Livro sobre a Administração do Estado, aparentemente como dois países distintos, (presumivelmente referindo-se ao impérios Liao e Songue, respectivamente).
A forma do nome no mundo islâmico acabou sobrevivendo à substituição da dinastia Liao quitai pela dinastia Jin, de origem jurchém, no início do século XII. Ao descrever a queda do Império Jin para os mongóis (1234), a historiografia persa descreveu o país conquistado como Khitāy ou Djerdaj Khitāy(isto é, "a Catai jurchém"). Os próprios mongóis, em sua História Secreta (século XIII), falam tanto dos quitais como dos caraquitais.
À medida que viajantes europeus e árabes começaram a chegar até o Império Mongol, descreveram o norte da China, controlado pelos mongóis, como "Catai" (também "Cathay", e diversas outras variantes). O nome apareceu nos escritos de João de Plano Carpini (c. 1180 - 1252) (como Kitaia), Guilherme de Rubruck (c. 1220 - c. 1293) (como Cataya ou Cathaia). Raxidadim de Hamadã, ibne Batuta e Marco Polo referiram-se ao norte da China como Catai, enquanto o sul do território era chamado de Mangi, Manzi, Chin, ou Sin.
Em alguns idiomas, como notadamente o russo, Catai (Китай, Kitai) ainda é o nome moderno para a China.

## Progressão etimológica
Esta é a progressão etimológica que o termo sofreu à medida que passou a ser usado em territórios a ocidente:
- Mongol/mongol clássico: Khyatad (Хятад) / Kitad
- Uigur (China ocidental): خىتاي, Xitay
- Cazaque: قىتاي, Қытай, Qıtay
- Tártaro kazan (Rússia central): Qıtay
- Russo: Kitay (Китай)
- Búlgaro: Kitay (Китай)
- Latim medieval: Cataya, Kitai
- Espanhol: Catay
- Italiano: Catai
- Português: Cataio
- Inglês, alemão, holandês, idiomas escandinavos: Cathay